# Epischoenus
Epischoenus  C.B.Clarke  é um género botânico pertencente à família Cyperaceae.

## Espécies
- Epischoenus adnatus
- Epischoenus cernuus
- Epischoenus complanatus
- Epischoenus dregeanus
- Epischoenus eriophorus
- Epischoenus gracilis
- Epischoenus lucidus
- Epischoenus quadrangularis
- Epischoenus villosus